# Gracilanja
Gracilanja is een geslacht van vlinders van de familie Eupterotidae.

## Soorten
- G. gracilis (Walker, 1855)
- G. polymorpha (Aurivillius, 1893)